# Améth Ramírez
Améth Ramírez (Ciudad de Panamá, Panamá, 19 de junio de 1993) es un futbolista panameño. Juega de delantero.

## Trayectoria
Desde 2008 ha intregrado las inferiores del club. Su buen desempeño en los torneos Sub-17 y Sub-20 lo llevaron a ascender al primer equipo. En 2011 debutó en la máxima categoría para el torneo LPF Apertura 2011 y donde es habitual en la titularidad por su rapidez y técnica dentro de la cancha. En 2013, llegó al equipo de Linces de Tlaxcala, donde ganó 1 título. Después de la mudanza de ese equipo a Acapulco, ya no fue requerido.

## Selección nacional

### Participaciones en selección nacional
| Copa                   | Categoría | Sede   | Resultado        | Partidos | Goles |
| ---------------------- | --------- | ------ | ---------------- | -------- | ----- |
| Campeonato Sub-20 2013 | Sub-20    | México | Cuartos de final | 5        | 5     |

## Clubes
| Club                   | País           | Año       |
| ---------------------- | -------------- | --------- |
| CD Plaza Amador        | Panamá         | 2010-2012 |
| Linces de Tlaxcala     | México         | 2013-2014 |
| CD Plaza Amador        | Panamá         | 2014-2016 |
| Real Monarchs          | Estados Unidos | 2016      |
| CD Plaza Amador        | Panamá         | 2017      |
| AD Isidro Metapán      | El Salvador    | 2018      |
| CD Plaza Amador        | Panamá         | 2018      |
| Sporting San Miguelito | Panamá         | 2019      |
| Costa del Este FC      | Panamá         | 2020      |
| Panamá City FC         | Panamá         | 2022      |

## Palmarés
| Título          | Club               | País   | Año  |
| --------------- | ------------------ | ------ | ---- |
| Torneo Apertura | Linces de Tlaxcala | México | 2013 |
| Torneo Clausura | CD Plaza Amador    | Panamá | 2016 |

### Distinciones individuales
| Distinción                            | Año  |
| ------------------------------------- | ---- |
| Máximo Goleador del Campeonato Sub-20 | 2013 |

- Datos: Q5673558